# Vinstocken 1

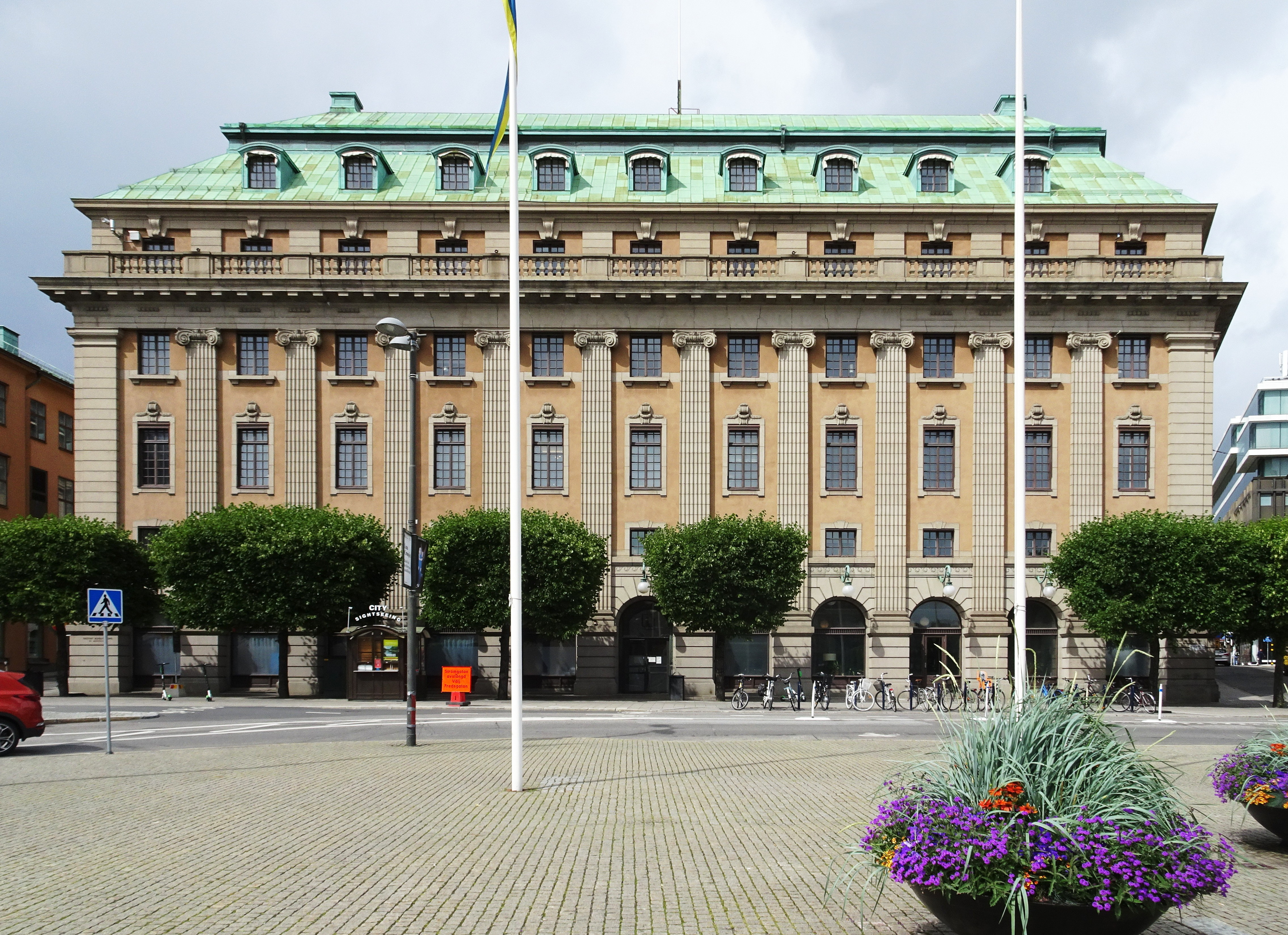
Före detta Skandinaviska Bankens palats, juli 2020.

Vinstocken 1 är en fastighet vid Gustav Adolfs torg 22 i Stockholm. Kvarterets enda byggnad är Skandinaviska Bankens palats, uppförd 1914 för Skandinaviska Kreditaktiebolaget (från 1939, namnbyte till Skandinaviska Banken) efter ritningar av arkitekt Erik Josephson. Byggnaden är en del av Departementsstaden och blåmärkt av Stadsmuseet i Stockholm, vilket är det starkaste skyddet och innebär "att bebyggelsen bedöms ha synnerligen höga kulturhistoriska värden".

## Historik

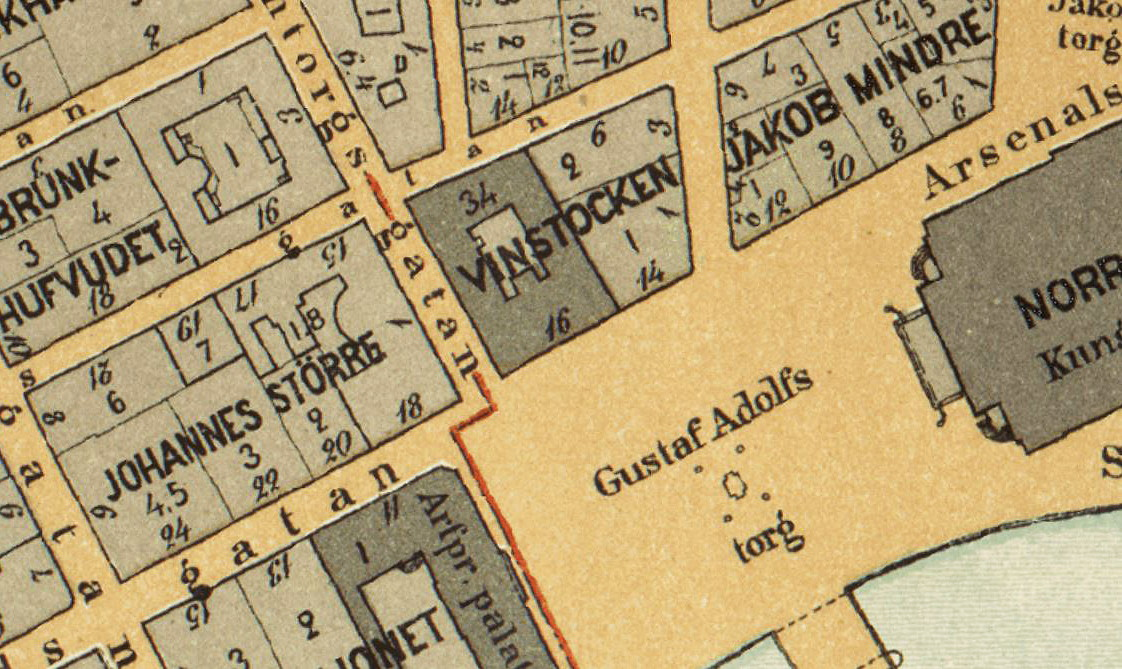
Kvarteret Vinstocken 1899.

Kvarteret Vinstocken bildades i slutet av 1630-talet när Stockholms stadsplanering tog sin början på nedre Norrmalm och Klas Flemings strikta rutnätsplan lades ut över området. Innan dess fanns här ett oplanerat virrvarr av gator, gränder och kvarter. Bebyggelsen bestod huvudsakligen av trähus; bara ett tiotal stenhus existerade. Allt revs eller flyttades.
Kvartersnamnet härrör från 1700-talets början och tycks vara slumpmässig valt. På Petrus Tillaeus karta från 1733 har det den romerska siffran VII i Sankt Jacobi Församling: Winstocken. Redan vid 1640-talets mitt uppfördes här en lokal för Norrmalms Kämnersrätt med sessionslokaler och arrestrum. På en dansk karta över Stockholm från 1645 syns kvarteret med nummer 38: Det ny Raadhus som avser kamnersrätten. I huset fanns den så kallade ”Kamnerskällaren” vars första vinskänk var Kasten Hoff. Stället kom att uppkallas efter honom Kastenhof. På tomten uppfördes det sedermera välkända Hotell Rydberg som existerade mellan 1857 och 1914. Kvarteret bestod ursprungligen av tre fastigheter, Vinstocken 1, 2, 3. Efter en fastighetsreglering på 1990-talet omfattar hela kvarteret en enda fastighet Vinstocken 1.

## Bankpalatset

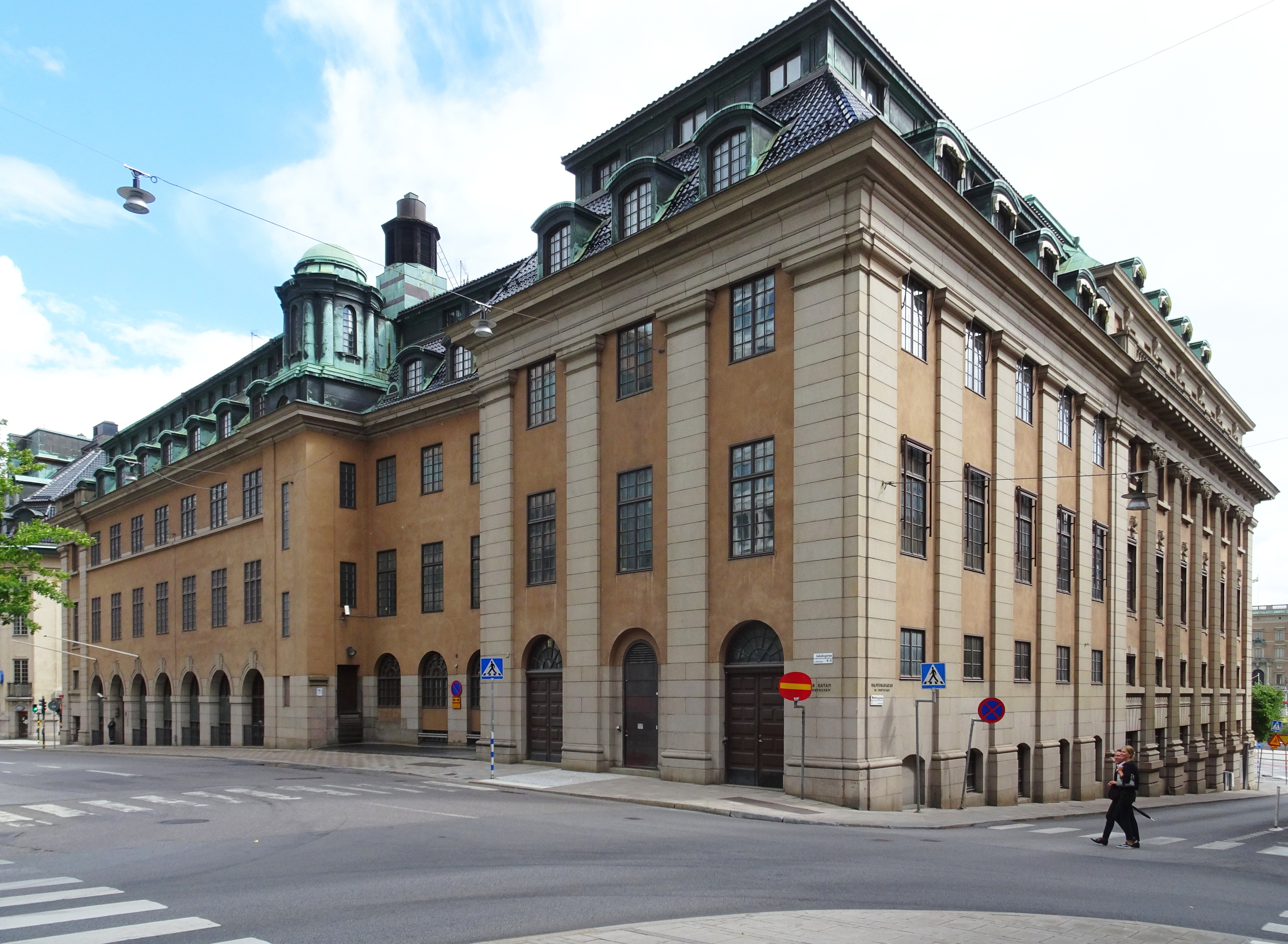
Fasad mot Jakobsgatan.

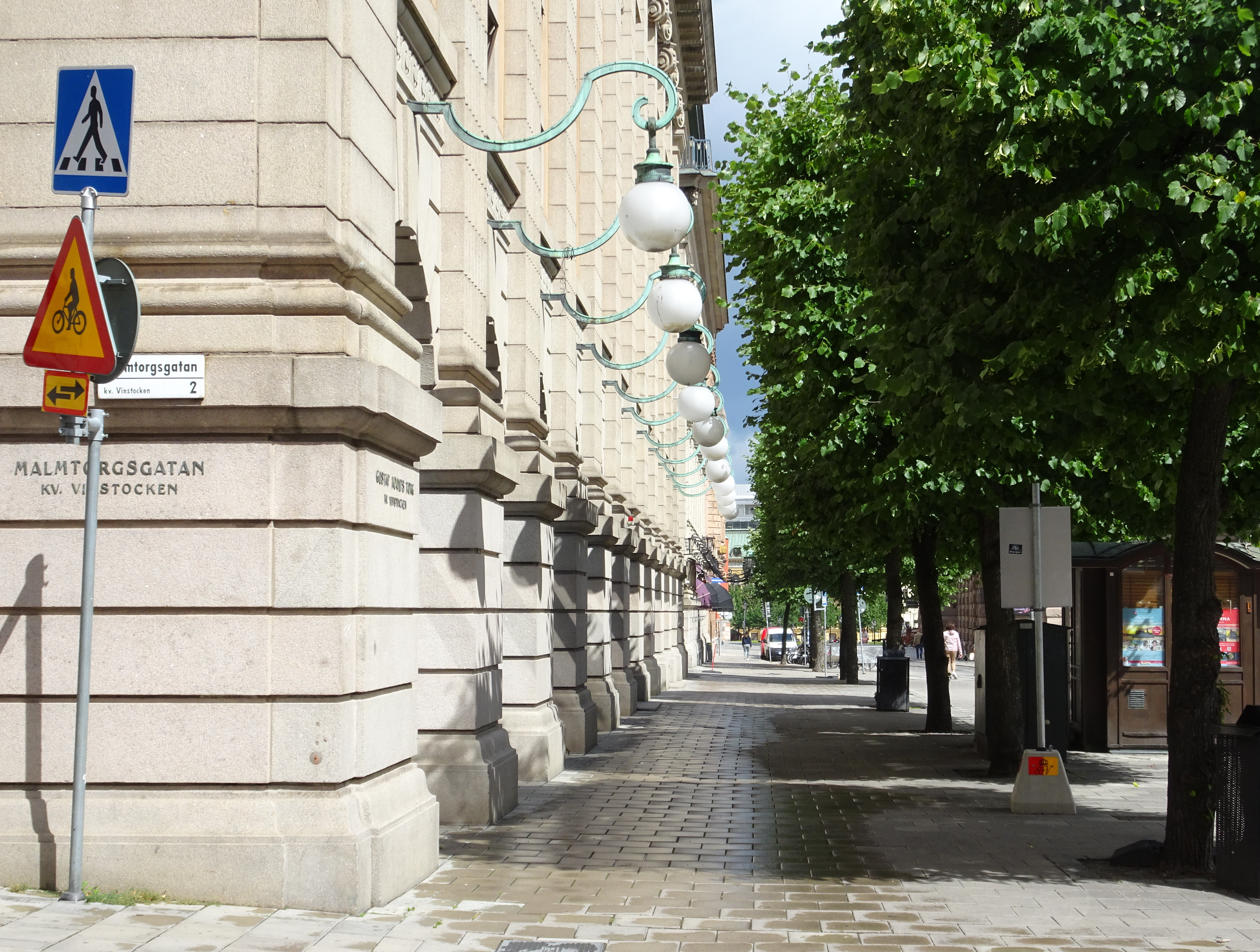
Fasad mot Gustaf Adolfs torg.

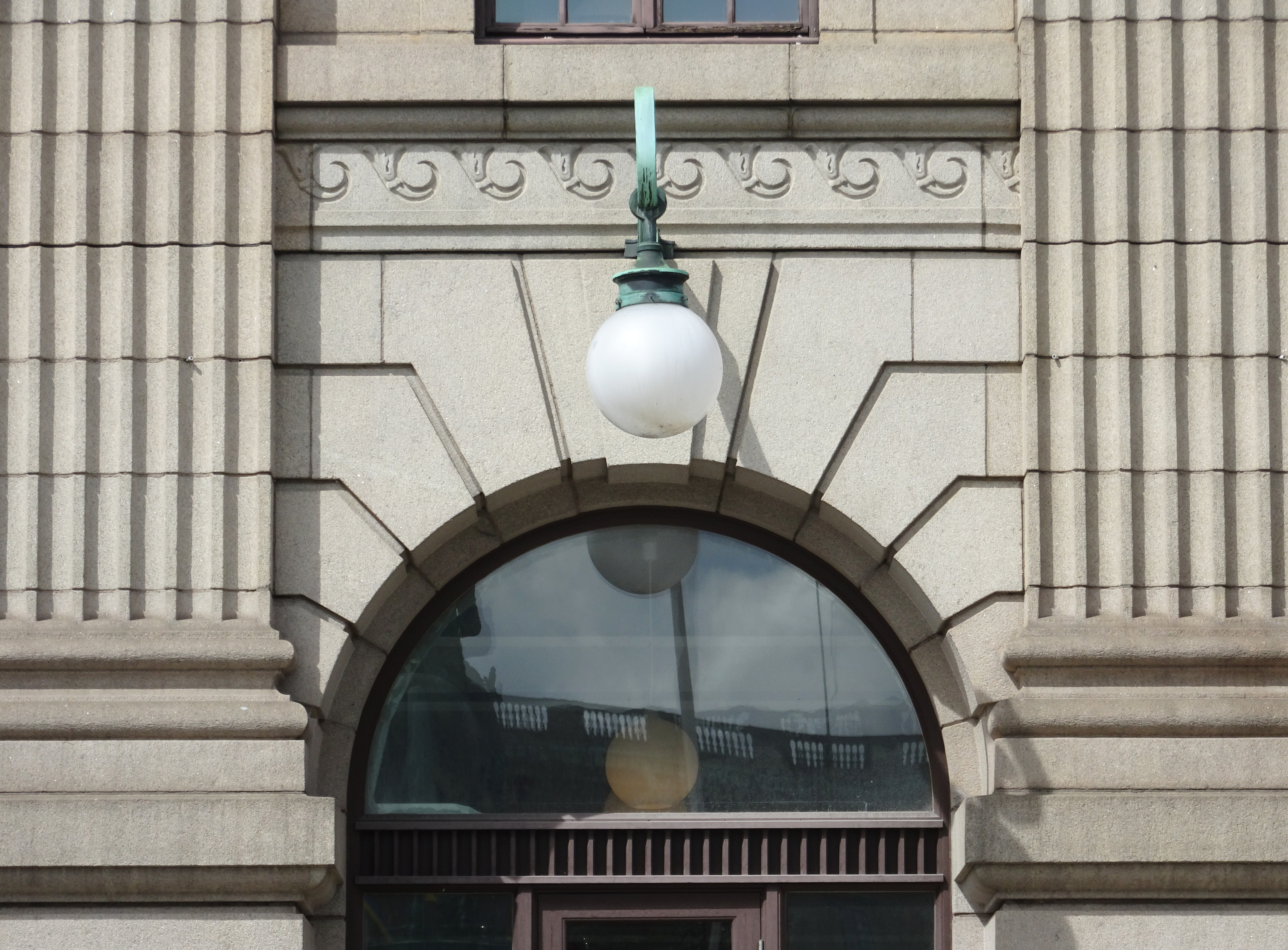
Fasaddetalj.

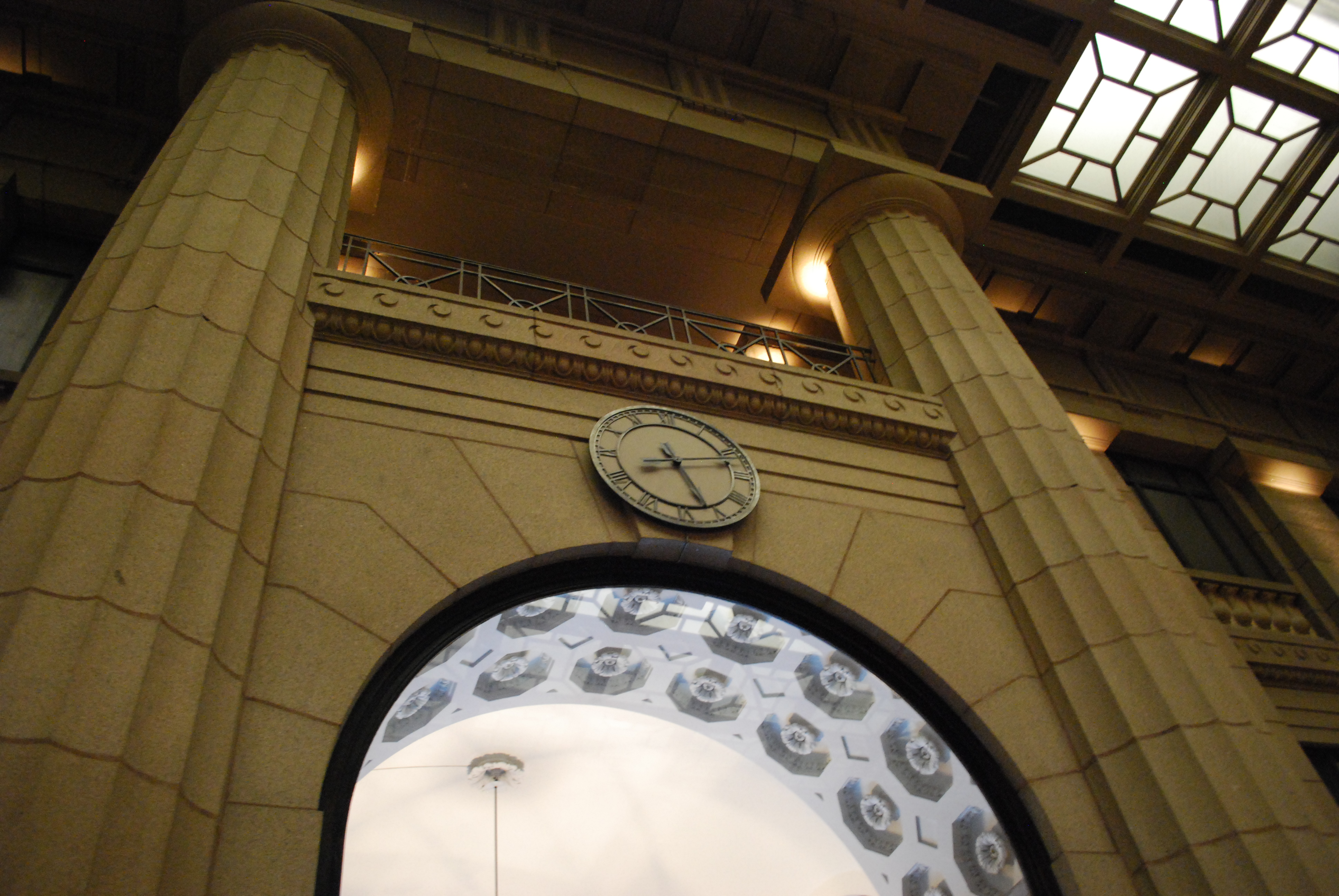
Bankhallen.

Då Skandinaviska Kreditaktiebolaget våren 1913 utlyste en arkitekttävling om ett nytt huvudkontor vid Gustav Adolfs Torg var banken Sveriges största affärsbank. Man hade startat sin verksamhet 1864 i Göteborg och etablerat sig i Stockholm det följande årtiondet genom bygget på Storkyrkobrinken 7. Genom en rad fusioner i början av 1900-talet hade kreditaktiebolaget blivit en storbank.
Vid denna tid hade Stockholms centrum allt mer förskjutits från Gamla stan mot Norrmalm, och längs gator som Fredsgatan, Arsenalsgatan och Kungsträdgården växte stora bankpalats upp i rask takt. Skandinaviska Kreditaktiebolaget övergav därför de tidigare planerna på en ny fastighet vid Storkyrkobrinken i Gamla stan och förvärvade 1910 istället tomten med det med anrika Hotell Rydberg i kvarteret Vinstocken av Grosshandlaresocieteten för fyra miljoner kronor.
I arkitekttävlingen som följde stipulerades att det nya centralkontorets fasader och takhöjd skulle vara samkomponerade med grannhuset på motsatt sida av Regeringsgatan: Sveriges Privata Centralbank. Centralbanken som ritats av Isak Gustaf Clason i en tung och pompös barockklassicerande stil var då under uppförande. Tanken var att byggnaderna skulle bilda en ny enhetlig fond vid torgets norrsida. Bankens prisnämnd, bestående av arkitekterna Isak Gustaf Clason, Gustaf Wickman och Carl Möller, korade Erik Josephsons tävlingsbidrag Ensemble som vinnande framför bidrag av Ernst Stenhammar, Erik Lallerstedt, Aron Johansson, Torben Grut och Ivar Tengbom.
Bidraget var inte okontroversiellt och fick utstå dräpande kritik av andra arkitekter. Bland annat ansågs det av vissa att de båda byggnaderna med sin sammanhållna takhöjd och sina rikt dekorerade fasader skulle bli alltför dominerande och trycka ned Operan och Arvfurstens palats. Efter vissa ändringar (där bland annat en våning försvunnit) och förenklingar av fasaden gav staden bygglov varmed rivningen av Hotel Rydberg och andra byggnader i kvarteret kunde påbörjas. Fram växte en modern konstruktion på en stomme av stål och betong. Fasaderna murades i tegel med pilastrar och dekorationer i röd bohusgranit. Bankstyrelsen hade under byggets gång krävt att fasaderna ytterligare skulle anpassas till Centralbanken, och Josephson ritade för andra gången om dem. Bland annat försvann balkonger på andra våningen, kolossalpilastrarnas korintiska kapitäl blev joniska och fönsteromfattningarna fick samma utformning som på Arvfurstens palats.
År 1919, då bankhuset stått färdigt ett år, beslöt man att bebygga den återstående fastigheten i kvarteret. Erik Josephson ritade då en tillbyggnad i enlighet med den tidigare byggnaden. Då denna stod färdig 1922 var bankpalatset, som nu täckte hela kvarteret, det största i landet. Den stora bankhallen upptog hela gården och var tre våningar hög. Genom en stor lanternin och ett stort glastak togs dagsljuset tillvara. Bankhallen utformades som ett antikt tempel i dorisk stil, men lånade samtidigt tydliga drag av svensk nationalromantik genom vurmen för äkta material som exempelvis väggbeklädnaden av bohusgranit. Inredningarna i övriga huset höll mycket hög klass i en vilja att manifestera rikedom och makt.

### Huset efter Skandinaviska Bankens flytt
I och med Norrmalmsregleringen omvandlades kvarteren norr om Gustav Adolfs torg och stadens centrum försköts ytterligare en gång. 1961 beslutade man att bygga ett nytt centralkontor vid Sergels torg och 1965 flyttade banken till Hästskon 12. Endast en av de mindre bankhallarna behölls för ett lokalkontor. Fastigheten köptes då av staten för 25 miljoner och en renovering inleddes för att bereda plats åt bland annat Utrikes- och Försvarsdepartementet. I denna målades rum och korridorer om och taken kom att sänkas då ny ventilation drogs in. Departementets entré flyttades till baksidan mot Jakobsgatan. Sedan 1979 disponerar Försvarsdepartementet hela byggnaden. En ny renovering genomfördes 1997. I samband med denna återställdes flera av byggnadens tidigare kvaliteter. Entréhallen, bankhallen och direktionsvåningen anses tämligen intakta från byggnadstiden.

### Huset idag
Byggnaden är sedan 1993 statligt byggnadsminne. Idag disponerar Regeringskansliet (huvudsakligen Försvarsdepartementet) hela fastigheten med undantag för bankhallen som står tom sedan Dansmuseet flyttade till nya lokaler på Drottninggatan 17 år 2012. Bankhallen användes vid inspelningen av julkalendern Barna Hedenhös uppfinner julen som sändes på SVT i december 2013; bankhallen användes som interiör av det i julkalendern stängda Naturhistoriska riksmuseet.